# فرقة الشمس الموسيقي
فرقة الشمس الموسيقي هي فرقة غنائية تونسية تؤدي الأغاني الملتزمة، ظهرت في الثمانينات. وكان يقودها عبد اللطيف النجار. كانت تحيي حفلاتها في الأوسط الطالبية، وكانت تجد حظوة بين الإسلاميين. وقد أفلت منذ مطلع التسعينات. إلا أن عناصرها عادوا لينتجوا مؤخرا قرصا جديدا، تحت تسمية موسيقى الشمس.
- عاصرت هذه الفرقة فرقا موسيقية أخرى من بينها عشاق الوطن والبحث الموسيقي والحمائم البيض وأصحاب الكلمة.

## من أشهر أغانيها
- خيوط الشمس

خيوط الشمس دايمة المد
والحصّادة ما تتحد بعد
يسلم يَامَّا رحمك اللي يمد
بالرجّآلة زنودي ما تترد
سد يَامَّا بيديك الملاح
نجمة حمرة وهليل الذباح
سدّ يَامَّا بيديك الملاح
نجمة حمرة وهليل الذباح
أنا وليدك تحتهم نرتاح
هُمّ الخيمة واسعة ونمراح
خيوط الشمس دايمة المد
والحصّادة ما تتحد بعد
يسلم يَامَّا رحمك اللي يمد
بالرجّآلة زنودي ما تترد
سد يَامَّا رصي عالخلالَ
ما تخلي ثلة للبدالة
سد يَامَّا رصي عالخلالَ
ما تخلي ثلة للبدالة
ياما ركبوا الشمس والعدالة
شرقي وغربي.. ناصبين ذلاله
شرقي وغربي.. ناصبين ذلاله
خيوط الشمس دايمة المد
والحصّادة ما تتحد بعد
يسلم يَامَّا رحمك اللي يمد
بالرجّآلة زنودي ما تترد
نادي يَامَّا لصبايا الكل
يغزلولك خيوط من غزل
نادي يَامَّا لصبايا الفل
يغزلولك خيوط من غزل
في المسيرة إيد واحدة الكل
يخف الكيل يتوزع الحمل
خيوط الشمس دايمة المد
والحصّادة ما تتحد بعد
يسلم يَامَّا رحمك اللي يمد
بالرجّآلة زنودي ما تترد